# Antodice lenticula
Antodice lenticula är en skalbaggsart som beskrevs av Martins och Maria Helena M. Galileo 1985. Antodice lenticula ingår i släktet Antodice och familjen långhorningar. Inga underarter finns listade i Catalogue of Life.